# Ascobolus epimyces
Ascobolus epimyces är en svampart som först beskrevs av Mordecai Cubitt Cooke, och fick sitt nu gällande namn av Seaver 1928. Ascobolus epimyces ingår i släktet Ascobolus och familjen Ascobolaceae.  Arten är reproducerande i Sverige. Inga underarter finns listade i Catalogue of Life.